# 船橋市立薬円台南小学校
船橋市立薬円台南小学校（ふなばししりつ やくえんだいみなみしょうがっこう）は、千葉県船橋市薬円台二丁目にある公立小学校。通称は「薬南」（やくなん）。